# Ryt mozarabski
Ryt mozarabski (hiszpański) – katolicki ryt właściwy dla Półwyspu Iberyjskiego w VI-XI w., w zmienionej postaci żywy również dziś głównie w Toledo i Salamance.

## Nazwa
Większość badaczy wywodzi termin „mozarabski” od arabskiego określenia musta'rab, które oznacza osobę zarabizowaną (taką, która przyjęła arabskie zwyczaje i kulturę). Rzadziej spotyka się etymologię z hiszpańsko-łacińskiego złożenia Mixto-Arabic.
Proponuje się również określenia zastępcze, jak: ryt gocki, toledański, izydoriański; badacz chrześcijańskich rytów zachodnich Dom Férotin stosował termin ryt wizygocki.

## Historia

### Pochodzenie i początki
W pierwszych wiekach chrześcijaństwa Kościół nie posiadał zunifikowanej liturgii. Tę różnorodność wzmocnił upadek Imperium rzymskiego, gdyż utrudniła się komunikacja pomiędzy prowincjami dawnego Imperium. Stąd już w V w. możemy mówić o odmiennych rytach: wschodnim, rzymskim, gallikańskim i właśnie mozarabskim.
Dowodem na tak wczesny rozwój liturgii mozarabskiej jest fakt, że pozbawiona ona była wpływów ariańskich (ariańscy Wizygoci przybyli z Francji do Hiszpanii w 587 r.; stąd wiadomo, że ryt mozarabski pochodzi sprzed tej daty).
Co do samego pochodzenia istnieją różnorodne teorie, m.in. teoria Piniusza, który uważał, że Goci przywieźli z Konstantynopola do Hiszpanii liturgię wschodnią i po zmieszaniu jej z istniejącą na tych terenach rzymsko-hiszpańską liturgią powstał ryt mozarabski. Większość badaczy zgadza się jednak z teorią Dom Férotina, według którego ryt mozarabski powstał przez połączenie liturgii italskiej bądź rzymskiej (skąd przyniesiono główne ramy liturgii) oraz wpływów afrykańskich, gallikańskich i hiszpańskich.
Ostateczną (przed inwazją muzułmanów na Półwysep Iberyjski) formę liturgii mozarabskiej ustanowił św. Izydor, biskup Sewilli, na synodzie w Toledo w 633 r.

### Inwazja islamu
Gdy w VIII w. muzułmanie zajęli prawie cały półwysep, sytuacja chrześcijan nie uległa znacznemu pogorszeniu, gdyż muzułmańscy władcy tolerowali ich w swoim królestwie, byleby byli posłuszni najeźdźcom. Co prawda, karano konwersje z islamu na chrześcijaństwo oraz dyskryminowano chrześcijan w życiu politycznym, ale mogli swobodnie sprawować praktyki religijne. Taki stan utrzymywał się do XI w., kiedy to Almorawidzi przejąwszy władzę, rozpoczęli prześladowania chrześcijan. Wyjątkiem było Toledo, które z powodów strategicznych było ważne dla muzułmanów; stąd chrześcijanie mogli dojść z muzułmanami do kompromisu i swobodnie wyznawać swoją wiarę.
W tym czasie liturgia mozarabska w pewnym stopniu nasiąknęła elementami arabskimi, szczególnie odczuwalnymi w śpiewie liturgicznym. Badania wykazują jednak, że od VIII do XI w. w zasadzie nic w rycie (modlitwach, sposobie celebracji) nie zmieniono.

### Rekonkwista
Stopniowe wyzwalanie półwyspu spod islamskiej władzy wiązało się
z napływem rycerzy i pielgrzymów (zob. Droga św. Jakuba), którzy posługiwali się rytem rzymskim. Dodatkową okolicznością niesprzyjającą zachowaniu odmiennego rytu była tendencja do unifikacji liturgii na Zachodzie, której impulsem była schizma wschodnia. Rozszerzanie wpływów rytu rzymskiego powodowało opór ludności miejscowej, przywiązanej do tradycji mozarabskiej; na skutek tych wystąpień papież Jan X w 918 r. utrzymał dotychczasową liturgię dla Toledo i Leonu (poddając ją niewielkim zmianom, np. w 924 zmienił formułę konsekracji na taką, jaka jest w rycie rzymskim). Jednak już w 1085 r. Grzegorz VII ograniczył indult tylko do sześciu parafii.

### Odrodzenie
Odrodzenie rytu mozarabskiego wiąże się z postacią kardynała Franciszka Jiméneza de Cisneros, który opublikował mszał (1500) i brewiarz (1502) mozarabski. Jego zasługą jest ufundowanie kaplicy w katedrze w Toledo i założenie przy niej kolegium 13 księży, którzy do dziś posługują się mszałem i brewiarzem mozarabskim (z przerwą podczas hiszpańskiej wojny domowej, kiedy zamordowano wszystkich księży z kolegium). Ryt mozarabski został utrzymany również po Soborze Trydenckim, gdyż nowy mszał (promulgowany przez św. Piusa V) znosił tylko ryty młodsze niż 200-letnie.

### Posoborowa reforma liturgii
Posoborowa reforma liturgii objęła również ryt mozarabski. Powołana przez arcybiskupa Toledo komisja dokonała reformy liturgii; efektem prac komisji były wydawane w latach 1988–1995: mszał, lekcjonarz oraz hiszpańskojęzyczne Ordo Missae.

## Charakterystyka
Liturgia mozarabska, jak każda inna, ulegała zmianom i rozwojowi na przestrzeni wieków. Znaczący rys w jej historii stanowią kolejne próby ujednolicenia jej względem liturgii rzymskiej. Wspomniano już o unifikacji słów konsekracji w 924 r. Także kard. Jiménez de Cisneros, wydając mszał mozarabski, włączył doń rzymskie elementy (zwłaszcza jeśli chodzi o modlitwy wstępne).
W czasach panowania muzułmanów nad Półwyspem Iberyjskim, msze celebrowane były także w języku arabskim (na ten język przetłumaczono również Biblię). Wraz z rekonkwistą nastała łacina, która była językiem liturgicznym aż do Soboru Watykańskiego II. Obecnie msze w rycie mozarabskim odprawia się po hiszpańsku (od czasu wydania hiszpańskojęzycznego mszału) lub łacinie.

### Msza święta
Porządek mszy św.:
- I. LITURGIA SŁOWA
  - Prælegendum (odpowiednik introitu w rycie rzymskim)
  - Modlitwy celebransa przed ołtarzem (Ad tuum altare)
  - Gloria in excelsis
  - Modlitwa
  - Czytanie ze Starego Testamentu
  - Benedictiones – śpiew o charakterze psalmowym
  - Psalm responsoryjny
  - Clamores – śpiewane proprium zaczynające się od słów Deo gratias i zawierające fragment z poprzedzającego go psalmu
  - Apostolus – czytanie z listów apostolskich z Nowego Testamentu
  - Procesja z Ewangelią
  - Ewangelia
  - Homilia
  - Śpiew Laudes (Jutrzni) lub Alleluja
- II. LITURGIA EUCHARYSTYCZNA
  - Offertorium
    - Preces – śpiewane proprium o charakterze litanijnym
    - Przygotowanie darów ofiarnych i modlitwa nad darami
    - Aklamacja Agios, Agios, Agios (Święty, święty, święty)
    - Modlitwa
    - Alia oratio (zależne od dnia)
    - Diptica (modlitwa, podczas której wzywane są imiona świętych i wymieniane imiona papieża, biskupa etc.)
    - Oratio post nomina

  - Obrzędy pokoju
    - Modlitwa Ad Pacem
    - Błogosławieństwo celebransa
    - Śpiew Ad Pacem
    - Inlatio – zbliżone do prefacji w rycie rzymskim; tak samo zakończone wezwaniem do śpiewania Sanctus
    - Aklamacja i Sanctus
    - Oratio post Sanctus
    - Konsekracja chleba i wina
    - Oratio post pridie (zależne od dnia)
    - Doksologia końcowa

  - Łamanie chleba
    - Łamanie chleba, podczas którego śpiewana jest antyfona Ad confractionem panis.
    - Credo
    - Pater noster – odmawiane w ten sposób, że po każdym wersie wierni odpowiadają Amen.
    - Śpiew Sancta Sanctis
    - Błogosławieństwo kapłańskie
    - Komunia kapłana
    - Śpiew Ad accedentes – proprium responsoryjne
    - Komunia wiernych
    - Śpiew po komunii (Repletum)
    - Modlitwa

  - Rozesłanie
    - V) Sollemnia completa sunt. In nomine Domini nostri Jesu Christi votum nostrum sit acceptum cum pace. R) Deo gratias.

## Liturgia mozarabska dziś
Obecnie liturgia mozarabska jest codziennie celebrowana w Kaplicy Ciała Chrytusowego (Kaplicy mozarabskiej) katedry w Toledo. Przetrwały tylko dwie z sześciu historycznych parafii mozarabskich. Ponadto we wszystkich kościołach Toledo w dzień Zwiastowania NMP oraz wspomnienie św. Ildefonsa (23 stycznia) odprawia się msze św. w rycie mozarabskim. Ryt ten jest obecny również w Kaplicy Talavera w katedrze w Salamance, a także sporadycznie w innych parafiach w Hiszpanii.
Jan Paweł II odprawił mszę w rycie mozarabskim dwukrotnie – w 1992 i 2000 r.
Ryt mozarabski stosowany jest też przez hiszpańskich anglikanów w jurysdykcji Hiszpańskiego Reformowanego Kościoła Episkopalnego.